# Declaración de Paz y Prosperidad
La Declaración de Paz y Prosperidad (남북정상회담 en coreano) es un acuerdo firmado el 4 de octubre de 2007 entre Kim Jong-il, Presidente de la Comisión Nacional de Defensa de Corea del Norte, y Roh Moo-hyun, Presidente de Corea del Sur, por el que ambos países manifestaron su deseo de superar el armisticio en el que se encuentran ambas naciones desde la guerra de Corea, para establecer un "régimen de paz permanente".
La Declaración fue fruto del encuentro celebrado en la capital de Corea del Norte, Pionyang, desde el 2 al 4 de octubre de 2007 entre ambos mandatarios. No se celebraba una reunión de alto nivel entre ambos países desde junio de 2000 en que el entonces presidente surcoreano, Kim Dae-jung, recibió el Premio Nobel de la Paz poco después. El diálogo entre las dos Coreas se rompió en noviembre de 2001 debido a las medidas de protección que estableció Corea del Sur tras los atentados del 11 de septiembre de ese año en Estados Unidos y que fueron considerados hostiles por Corea del Norte. La situación se agravó en 2003 cuando Corea del Norte acordó abandonar el Tratado de No Proliferación Nuclear. Desde febrero de 2007, en que ambos países mantuvieron contactos ministeriales, la situación había favorecido la aproximación.
El acuerdo incluye:
1. La cooperación estrecha entre ambos países "para poner fin a la hostilidad militar" en la península de Corea.
2. Permitir el tráfico de mercancías entre ambos países y, en general, impulsar los acuerdos de 15 de junio de 2000 que permanecían paralizados.
3. Estudiar los conflictos que sobre la soberanía de algunas zonas marítimas sostienen las dos Coreas.
4. Invita a todas las partes en el conflicto, en especial Estados Unidos y China, a observar el fin de la Guerra de Corea. Hace un llamamiento para la convocatoria de una cumbre de jefes de Estado de los países que participaron en aquella guerra para la firma de un tratado de paz definitivo.
5. Corea del Norte se compromete a renunciar a su programa nuclear.
6. Los Primeros Ministros de ambos países se reunirán en Seúl en noviembre de 2007 para continuar e implementar el acuerdo.

Ambas partes, sin fijar fecha, se comprometieron a reunirse regularmente para seguir impulsando el proceso de paz.